# Condado de Macon (Illinois)
O Condado de Macon é um dos 102 condados do Estado americano de Illinois. A sede do condado é Decatur, e sua maior cidade é Decatur. O condado possui uma área de 1 516 km² (dos quais 13 km² estão cobertos por água), uma população de 114 706 habitantes, e uma densidade populacional de 76 hab/km² (segundo o censo nacional de 2000). O condado foi fundado em 19 de janeiro de 1829.